# The Dish and the Spoon
Pour plus de détails, voir Fiche technique et Distribution.
The Dish and the Spoon est un film américain indépendant de 2011. Il est réalisé par Alison Bagnall, connue comme étant la co-scénariste de Buffalo '66 de Vincent Gallo.

## Synopsis
Alors que Rose vient de quitter son mari volage, elle rencontre un jeune anglais un peu paumé, lui aussi malheureux en amour. Ensemble, ils vont tenter de retrouver Emma, la jeune femme avec qui le mari de Rose a eu une aventure.

## Distribution
- Greta Gerwig : Rose
- Olly Alexander : le Garçon
- Eleonore Hendricks : Emma
- Amy Seimetz : l'amie d'Emma
- Adam Rothenberg : le mari de Rose